# Jacob Gade
Pour les articles homonymes, voir Gade.
Jacob Gade (né le 29 novembre 1879 à Vejle - mort le 20 février 1963 à Thorøhuse) est un violoniste et compositeur danois.
Il est connu pour sa musique d'orchestre populaire. Aujourd'hui, son héritage se résume à un rythme familier appelé Tango Jalousie, qui fut joué dans plus de cent films et qui permit à l'artiste de bien vivre jusqu'à la fin de sa vie.